# Джейкоб Бертран
Джейкоб Бертран (англ. Jacob Bertrand; нар. 6 березня 2000, Лос-Анджелес, Каліфорнія, США) — американський актор. Розпочав свою кар'єру як дитина актор, знявшись у фільмі 2009 року «Примус» і зігравши гостьові ролі в телесеріалах, таких як «Плащ» і «Середній». Він відомий тим, що зіграв головного персонажа у серіалі 2014 року «Кірбі Бакетс» від Disney XD та Джека Маллоя в оригінальному фільмі Disney Channel «Обмін» 2016 року. З 2018 року Джейкоб Бертран грав регулярну роль Елі «Яструба» Московіца в серіалі «Кобра Кай» від YouTube Premium і Netflix.

## Фільмографія

### Фільми
| Рік  |    | Українська назва                 | Оригінальна назва               | Роль                   |
| ---- | -- | -------------------------------- | ------------------------------- | ---------------------- |
| 2009 | ф  | Примус                           | Duress                          | Томас Вілкінс          |
| 2012 | ф  | Історії заходу сонця             | Sunset Stories                  | Денні                  |
| 2012 | мф | Паранорман                       | ParaNorman                      | Городянин Блайт Холлоу |
| 2012 | ф  | Маленький червоний вагон         | Little Red Wagon                | Дитина                 |
| 2012 | мф | Вартові легенд                   | Rise of the Guardians           | Монті                  |
| 2013 | в  | Гігантські пригоди Тома і Джеррі | Tom and Jerry's Giant Adventure | Джек                   |
| 2014 | ф  | Гравець                          | The Gambler                     | Молодий хлопець        |
| 2018 | ф  | Першому гравцю приготуватися     | Ready Player One                | Старшокласник          |

### Телебачення
| Рік       |    | Українська назва         | Оригінальна назва                 | Роль                                                                              |
| --------- | -- | ------------------------ | --------------------------------- | --------------------------------------------------------------------------------- |
| 2011      | с  |                          | Little in Common                  | Хлопчик                                                                           |
| 2011      | с  | Плащ                     | The Cape                          | Альфа-Хлопчик (Епізод: "Kozmo")                                                   |
| 2011      | с  | Середній                 | The Middle                        | Джейк (Епізод: "Valentines Day II")                                               |
| 2011      | с  | Домашнє навчання         | Homeschooled                      | Абель (4 епізодів)                                                                |
| 2011      | с  | Парки та зони відпочинку | Parks and Recreation              | Даррен (Епізод: "Pawnee Rangers")                                                 |
| 2011      | с  | Спільнота                | Community                         | Молодий Джефф «Тінкл Таун» Вінгер (Епізод: "Foosball and Nocturnal Vigilantism")< |
| 2012      | с  | АйКарлі                  | iCarly                            | Чіп Чемберс (Епізод: "iBattle Chip")                                              |
| 2012      | мс | Легенда про Корру        | The Legend of Korra               | Молодий Ноатак (Епізод: "Skeletons in the Closet")                                |
| 2012—2013 | с  | Марвін Марвін            | Marvin Marvin                     | Генрі Форман /small>                                                              |
| 2013—2016 | мс | Пузирчасті гуппі         | Bubble Guppies                    | Гіл                                                                               |
| 2013      | тф | Наляканий                | Jinxed                            | Чарлі Мерфі                                                                       |
| 2014      | тф |                          | Neckpee Island                    |                                                                                   |
| 2014—2017 | с  | Кірбі Бакетс             | Kirby Buckets                     | Кірбі Бакетс                                                                      |
| 2016      | тф | Обмін                    | The Swap                          | Джек Маллой                                                                       |
| 2017      | мс | Левина варта             | The Lion Guard                    | Чама (Епізод: "Rafiki's New Neighbors")                                           |
| 2018—2025 | с  | Кобра Кай                | Cobra Kai                         | Елі «Яструб» Московіц                                                             |
| 2022      | мс |                          | Batwheels                         | Бем / Бетмобіль                                                                   |
| 2024      | с  |                          | Dinner Time Live with David Chang | самого себе (Епізод: "Friendsgiving)"                                             |
| 2025      | с  |                          | Tempest                           | TBA                                                                               |

### Відеоігри
| Рік  |    | Українська назва | Оригінальна назва                        | Роль                  |
| ---- | -- | ---------------- | ---------------------------------------- | --------------------- |
| 2020 | вг |                  | Cobra Kai: The Karate Kid Saga Continues | Елі «Яструб» Московіц |
| 2022 | вг |                  | Cobra Kai 2: Dojos Rising                | Елі «Яструб» Московіц |